# چوق الف

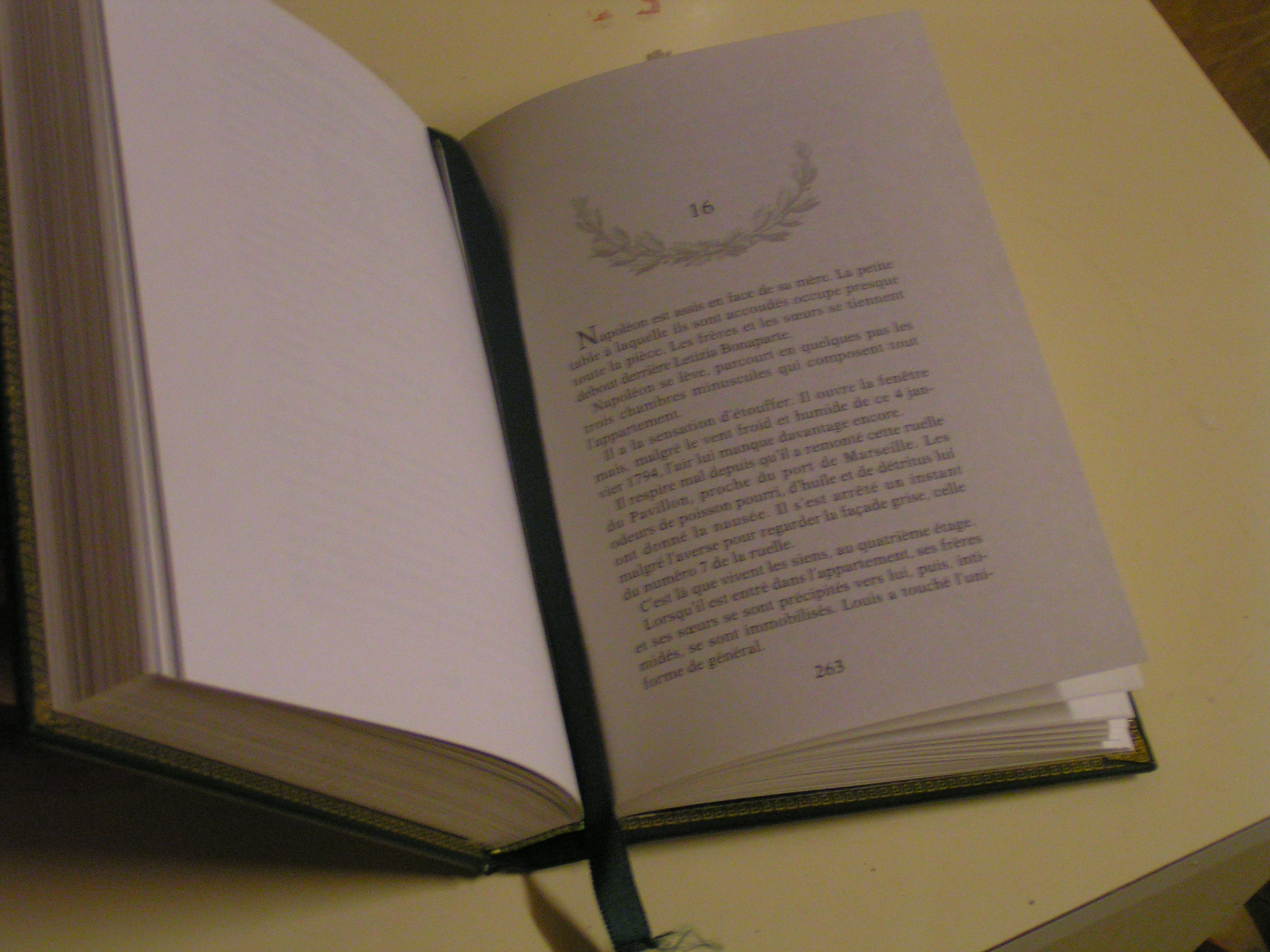
چوق الف از نوع ربان

چوق الف یا بوک‌مارک (به انگلیسی: Bookmark) نشانه ای است از جنس کاغذ، پارچه، چرم یا هر شی دیگری که حد خوانده شده از یک کتاب را برای مراجعه بعدی خواننده مشخص می‌کند. خیلی از کتب به صورت پیش فرض خودشان چوق الف سر خود دارند که همان ربان معمولا قرمز رنگی است که از داخل به بدنه کتاب متصل می‌شود. 
بهتر است در انتخاب از کالایی که رنگ شده یا ضخامت بالایی داشته و ردی از خود بر کتاب به‌جای می‌گذارد خودداری کرد. 